# Куріпка пустельна
Куріпка пустельна (Ammoperdix griseogularis) — вид куроподібних птахів родини фазанових (Phasianidae).

## Опис
Розміри дорослої особини досягають 22—25 см. Самці зазвичай трохи більші за самок, важать 187—238 г, самки 182—205 г. Голова невеличка, тулуб товстенкий. Розмах крил 40-42 см. Кінцівки крил закруглені. Кігті довгі.
Забарвлення піщано-коричневого кольору з хвилястими білими та коричневими смугами на боці. У самця — сіра голова з чорною смужкою через око і білою плямою на щоці. Боки шиї поцятковані білим. Дзьоб помаранчевий або червоний. Черево світло-коричневе, а хвіст темно-коричневий зверху. Самка є дуже розмитою версією самця, і її складніше відрізнити від родича через слабкий малюнок голови. Ноги коричневі.

## Спосіб життя
Віддає перевагу посушливим кам'янистим схилам, напівпустелям, відкритим місцям у передгір'ях від 100 м, іноді зустрічається на гірських плато висотою до 2000 м. Це осілий птах, що уникає оброблених ділянок, але майже завжди тримається поблизу води. Зазвичай зустрічається парами або, щонайбільше, зграями з 2-4 птахів. Втім може утворювати зграї від 20 до 50 особин. Видає особливий звук — свист хвіт-хвіт-квіт, а при У разі польоту шум, який виробляють крила, досить характерний «сії-сії».
Потривожена куріпка воліє бігати, а не літати, але при необхідності літає невелику відстань. Політ швидкий, короткий, і куріпки швидко відпочивають, щоб продовжити свій біг. Живиться переважно насіння особливо трав, ягід, іноді полює на комах, включаючи мурах, жуків і двокрилих.
В період гніздування (квітень — середина червня) самець видає специфічну пісню, яку чутно далеко. Гніздиться на кам'янистому ґрунт, у неглибокій западині в землі між камінням і пучками трави або на невисокому виступі. Гніздо є невеликою чашкою вистелену кількома травинками, листям, пір'ям, куди відкладається 8-16 світло-жовтих яєць. Пташенята вилуплюються через 13-21 день. Самець допомагає доглядати за дитинчатами. Вночі або коли вони влаштовуються відпочити, самка бере молодняк під свої крила для захисту. Поки вони не оперяться, самка забезпечує їх їжею, а також водою.

## Розповсюдження
Поширена від північносхідних меж Месопотамії, південного сходу Туреччини та північнозахідних частин Ірану до долини річки Інд, на схід через Афганістан до району Соляного хребта (Пакистан). Зустрічається також на півночі Сирії, в південно-східному Казахстані, південно-східному Узбекистані та східному Таджикистані.